# Chadwicks
Chadwicks es un lugar designado por el censo ubicado en el condado de Oneida en el estado estadounidense de Nueva York. En el año 2010 tenía una población de 1.506 habitantes.

## Geografía
Chadwicks se encuentra ubicado en las coordenadas 43°1′45″N 75°16′15″O / 43.02917, -75.27083.